# بتاح حتب

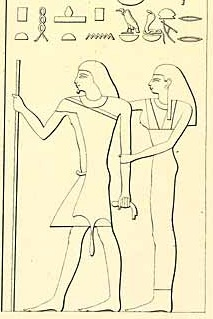
بتاح حتب وزوجته "خامرر نبتي" ، من مقبرتهما بسقارة.

بتاح حتب (بالإنجليزية: Ptahhotp) ptāħ ħwtp، والذي يُعرف أحيانًا باسم بتاح حوتب أو بتاح حُتب، هو مسؤول مصري قديم عاش في أواخر القرن الخامس والعشرين قبل الميلاد وأوائل القرن الرابع والعشرين قبل الميلاد. عمل بتاح حتب وزيرا في عهد جد كا رع مؤسس الأسرة الخامسة، وله كتاب شهير عن «الأخلاق والسلوك الحسن» (أنظر الوصلات الخارحية).

## حياته
كان بتاح حتب والي مدينة ووزيرًا (رئيس وزراء) أثناء عهد جد كا رع من الأسرة الخامسة. ويُنسب إليه كتابة تعاليم بتاح حتب، وهي من الروائع المصرية القديمة في «أدب الحكمة» التي تهتم بإرشاد النشأ وتوجيههم إلى الأخلاق الحميدة.
وكان له ابنا يُدعى آخت حتب (Akhethotep)، ويعمل وزيرًا أيضًا. ودفن هو وأحفاده في سقارة.
تقع مقبرة بتاح حتب في مصطبة شمالي سقارة حيث أوى إلى مثواه الأخير. ودفن حفيده بتاح حتب تشيفي (Ptahhotep Tshefi) - الذي عاش أثناء عهد الفرعون أوناس - في مصطبة والده. وتشتهر هذه المقبرة بالرسومات الرائعة.

## اسمه بالهيروغليفية
طريقة القراءة: الثلاثة رموز إلى اليسار تعطي كلمة «بتاح»، والثلاثة رموز إلى اليمين تعطي كلمة «حتب»؛ أما الرجل الجالس فهو رمز توضيحي يعبر عن أن الجملة تختص باسم شخص، إنه رمز توضيحي  أو مخصصات  (أنظر هيرغليفية مصرية). معنى جملة بتاح حتب هو «بتاح راضي».

## تعاليم بتاح حتب

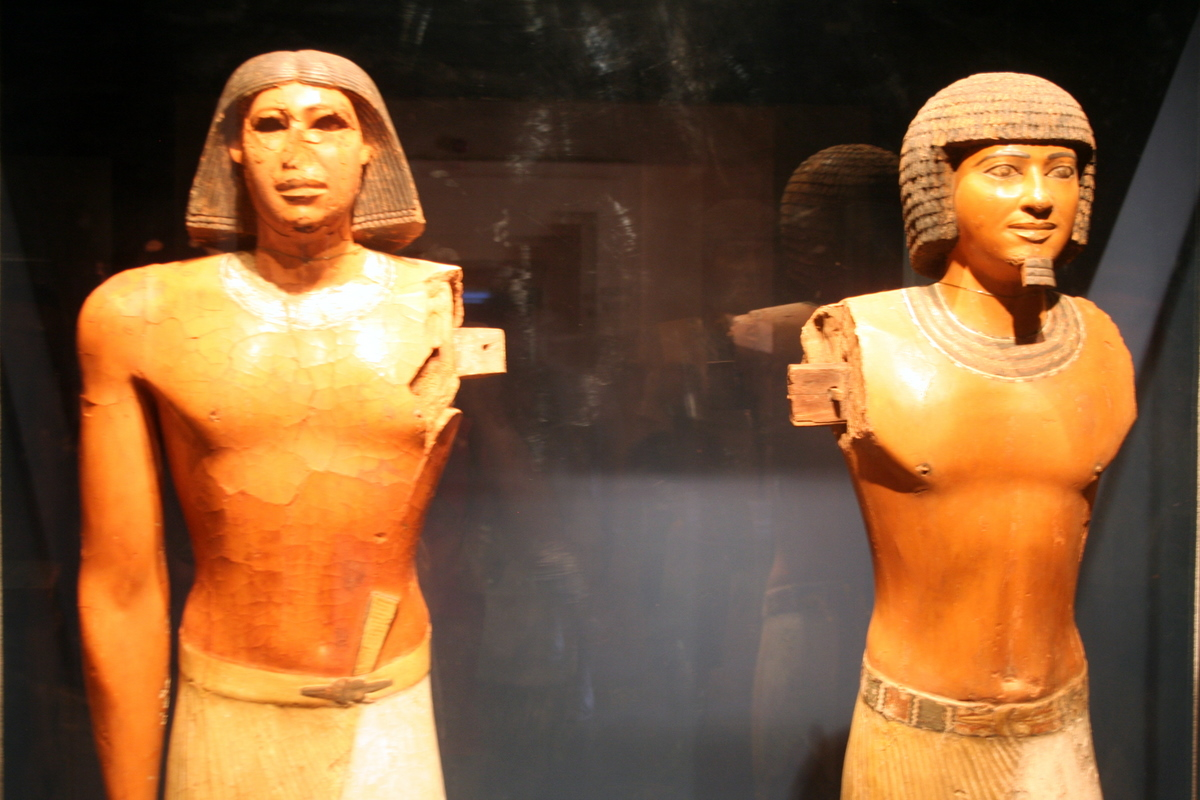
تمثالين لبتاح حتب

يرجع بعض علماء الآثار تاريخ حِكم بتاح حتب إلى ما قبل القرن الخامس والعشرين قبل الميلاد بكثير. فعلى سبيل المثال، يقول ويل ديورانت الحائز على جائزة بوليتزر في كتابه قصة الحضارة:تراثنا الشرقي أن أول ظهور لهذه الكتابات كان في عام 2880 قبل الميلاد. ويقول ديورانت إن بات حتب يمكن اعتباره أول فيلسوف في العالم بحكم ما حصلنا عليه من بقايا المخطوطات السابقة في الفلسفة الأخلاقية (إشارة إلى «تعاليم بتاح حتب»).
ويُنسب إلى بات حتب تشيفي حفيد بتاح حتب أنه مؤلف هذه المجموعة من الحكم المأثورة المعروفة باسم تعاليم بتاح حتب، التي تنص السطور الأولى فيها على أن كاتبها هو الوزير بتاح حتب:  بتعليمات من الوزير بتاح حتب والي المدينة، وتحت رعاية صاحب الجلالة الملك أسيس (جد كا رع). وتتخذ هذه الأمثال منحى تقديم النصح والإرشاد من أب لإبنه. وقيل إنها جُمعت في أواخر أيام الدولة القديمة، أي في عهد أوناس. ومع ذلك، ما تبقى من هذه النسخ القديمة كان مكتوبا باللغة المصرية الوسطى في أواخر الفترة الانتقالية الأولى لـ الدولة الوسطى.
وكانت ترجمة «باتيسكومب جن» Battiscombe Gunn التي صدرت في عام 1906 قد نُشرت ضمن سلسلة «حكمة الشرق». وكانت مأخوذة من برديات باريس مباشرة وليس من نسخ عنها. ولا تزال تطبع إلى الآن.
وتعرض المخطوطة التي يطلق عليها بردية بريسي في متحف اللوفر، وهي تحتوي على 37 وصية وإرشاد.

## التأثيرات الحديثة
تزعم مؤلفة كتاب القبول (Initiation) الشهير الصادر عام 1960 إليزابيث هايش (Elizabeth Haich) أنها كانت في الحياة السابقة تلميذة بتاح حتب وابنة أخيه.

## مقالات ذات صلة
- مقبرة بتاح حتب

## وصلات خارجية
- Brian Brown (ed.) (1923) The Wisdom of the Egyptians. New York: Brentano's - الحكمة لدي قدماء المصريين، أقدم الكتب في العالم
- Ancient Egyptian Science: A Source Book by Marshall Clagett, 1989
- The Instruction of Ptah-Hotep - AAA Encyclopedia - تعاليم بتاح حتب
- "The Maxims on Good Discourse of Ptahhotep". مؤرشف من الأصل في 2019-06-07.
- Texts from the Pyramid Age by Nigel C. Strudwick, Ronald J. Leprohon, 2005, Brill Academic Publishers
- "Ptah-Hotep", AfricaWithin.com
- Die Maximen des Ptahhotep bei Land-der-Pharaonen.de - تعاليم بتاح حتب في الأخلاق
- Kurze Information über den Papyrus-Prisse im Ägyptologie Forum - ملخص بردية بريزي